# Bert Lowe
Albert Sidney „Bert” Lowe (ur. 30 maja 1912 w Dunedin, zm. 21 października 1933 w Greymouth) – nowozelandzki bokser.
W 1932 wystartował na igrzyskach olimpijskich w wadze średniej, zajmując 9. miejsce. W pierwszym pojedynku przegrał z Niemcem Hansem Bernlöhrem. W 1933 zyskał status profesjonalisty. Podczas swojej czwartej walki (z Harrym Listerem) został znokautowany w dwunastej rundzie i przewieziony do szpitala, gdzie zmarł 44 godziny później z powodu obrażeń doznanych podczas pojedynku (krwotok mózgu).